# La Ceiba (khu tự quản)
La Ceiba là một khu tự quản thuộc bang Trujillo, Venezuela. Thủ phủ của khu tự quản La Ceiba đóng tại Santa Apolonia. Khự tự quản La Ceiba có diện tích 386 km2, dân số theo điều tra dân số ngày 21 tháng 10 năm 2001 là 17219 người.